# Money in the Bank (2022)
Cet article concerne l'édition 2022 du pay-per-view Money in the Bank. Pour toutes les autres éditions, voir WWE Money in the Bank.
Pour les articles homonymes, voir Money in the Bank.
L'édition 2022 de Money in the Bank est un Premium Live Event de catch (lutte professionnelle) produit par la World Wrestling Entertainment, une fédération de catch américaine qui est télédiffusée et visible en paiement à la séance sur le WWE Network. L'événement a eu lieu le 2 juillet 2022 au MGM Grand Garden Arena à Las Vegas (Nevada). Il s'agit de la 13e édition de Money in the Bank.

## Contexte
Les spectacles de la World Wrestling Entertainment (WWE) sont constitués de matchs aux résultats prédéterminés par les scénaristes de la WWE. Ces rencontres sont justifiées par des storylines – une rivalité entre catcheurs, la plupart du temps – ou par des qualifications survenues dans les shows de la WWE telles que Raw et SmackDown. Tous les catcheurs possèdent un gimmick, c'est-à-dire qu'ils incarnent un personnage gentil (Face) ou méchant (Heel), qui évolue au fil des rencontres. Un événement comme Money in the Bank est donc un événement tournant pour les différentes storylines en cours,.

## Conséquences
Le 20 juin à Raw, Bianca Belair annonce que son adversaire d'origine, Rhea Ripley, ne peut pas participer au PPV, car elle n'est pas médicalement apte à catcher (la nature de sa blessure est, pour le moment, inconnue). Un Fatal 5-Way Match a été organisé entre 5 Superstars féminines pour déterminer la nouvelle aspirante n°1 au titre féminin de Raw : Alexa Bliss, Asuka, Becky Lynch, Carmella et Liv Morgan. C'est finalement l'avant-dernière qui remporte la rencontre et devient la nouvelle adversaire de The EST of WWE au PPV.

## Tableau des matchs
| Ordre par numéros                                                                         | Résultat                                                                                          | Stipulation(s) | Temps |
| ----------------------------------------------------------------------------------------- | ------------------------------------------------------------------------------------------------- | --- | ----- |
| 1                                                                                         | Liv Morgan bat Lacey Evans, Alexa Bliss, Raquel Rodriguez, Asuka, Shotzi et Becky Lynch           | Women's Money in the Bank Ladder match La gagnante remporte la mallette et pourra l'utiliser afin d'obtenir un match de championnat féminin à tout moment pendant un an. | 16:35 |
| 2                                                                                         | Bobby Lashley bat Theory (c) par soumission                                                       | Match simple pour le WWE United States Championship | 11:05 |
| 3                                                                                         | Bianca Belair (c) bat Carmella                                                                    | Match simple pour le WWE Raw Women's Championship | 7:15  |
| 4                                                                                         | The Usos (Jimmy et Jey) (c) battent The Street Profits (Angelo Dawkins et Montez Ford)            | Tag Team Match pour l'Undisputed WWE Tag Team Championship | 22:45 |
| 5                                                                                         | Ronda Rousey (c) bat Natalya par soumission                                                       | Match simple pour le WWE SmackDown Women's Championship | 12:30 |
| 6                                                                                         | Liv Morgan bat Ronda Rousey (c)                                                                   | Match simple pour le WWE SmackDown Women's Championship Encaissement de la mallette                                                                                      | 0:35  |
| 7                                                                                         | Theory bat Seth "Freakin" Rollins, Drew McIntyre, Sheamus, Omos, Sami Zayn, Riddle et Madcap Moss | Men's Money in the Bank Ladder match Le gagnant remporte la mallette et pourra l'utiliser afin d'obtenir un match de championnat masculin à tout moment pendant un an.   | 25:25 |
| La lettre C placée entre parenthèses désigne la personne ou l’équipe championne en titre. |                                                                                                   | |       |